# Isla Cliff Knob
La isla Cliff Knob (en inglés: Cliff Knob Island) es una de las islas Malvinas. Se encuentra al este de la isla de Goicoechea, entre la bahía del Rosario y puerto Norte, cerca de la isla Ataúd.